# Arthraxon villosus
Arthraxon villosus är en gräsart som beskrevs av Cecil Ernest Claude Fischer. Arthraxon villosus ingår i släktet Arthraxon och familjen gräs. Inga underarter finns listade i Catalogue of Life.